# Горячковский, Владимир Иванович
Владимир Иванович Горячковский (9 ноября 1941, Павлодар, Казахская ССР — 8 января 2018) — казахстанский государственный деятель, экономист.

## Биография
Горячковский Владимир Иванович родился 9 ноября 1941 года в городе Павлодар Казахской ССР.

### Образование
В 1968 году окончил Алма-Атинский институт народного хозяйства по специальности «экономист».

### Трудовая деятельность
Трудовую деятельность начал в 1959 году плотником в тресте «Главалмаатастрой». 
После окончания Алма-Атинского института народного хозяйства в 1968 году работал старшим инженером, руководителем группы нормативно-исследовательской станции, старшим экономистом и начальником отдела РСУ Министерства бытового обслуживания Казахской ССР (1968–1971).
В 1971 – 1972 годах - старший экономист Министерства водного хозяйства Казахской ССР.
В 1972 – 1977 годах - заведующий отделом Центра научной организации труда Министерства тяжелого строительства Казахской ССР.
В 1977 – 1981 годах - старший референт Управления делами Совета Министров Казахской ССР.
В 1981 – 1985 годах - инструктор ЦК Компартии Казахской ССР.
В 1985 – 1987 годах - заместитель, первый заместитель начальника Центрального статистического управления Казахской ССР.
В 1987 – 1993 годах - первый заместитель председателя Госкомстата Республики Казахстан.
С ноября 1993 по октябрь 1996 года — председатель Государственного комитета Республики Казахстан по статистике и анализу. С октября 1996 по январь 1997 года — председатель Национального статистического агентства Республики Казахстан. 
В 1997 – 1999 годах занимал пост вице-президента АО «Оним».
С 1999 года - заведующий финансовым отделом и главного бухгалтера Республиканской партии «Отан».

## Награды
Награждён двумя медалями.

## Семья
Жена — Светлана Александровна Горячковская. Дети — дочь Елена (1973 г.р.), сын Максим (1978 г.р.).